# Echtes Federgras
Das Echte Federgras (Stipa pennata), Grauscheiden-Federgras oder der Flunkerbart ist eine Pflanzenart innerhalb der Familie der Süßgräser (Poaceae). Es bildet 40 bis 70 Zentimeter hohe Halme und bis zu 33 Zentimeter lange, dicht mit langen Haaren besetzte Grannen. 

## Beschreibung

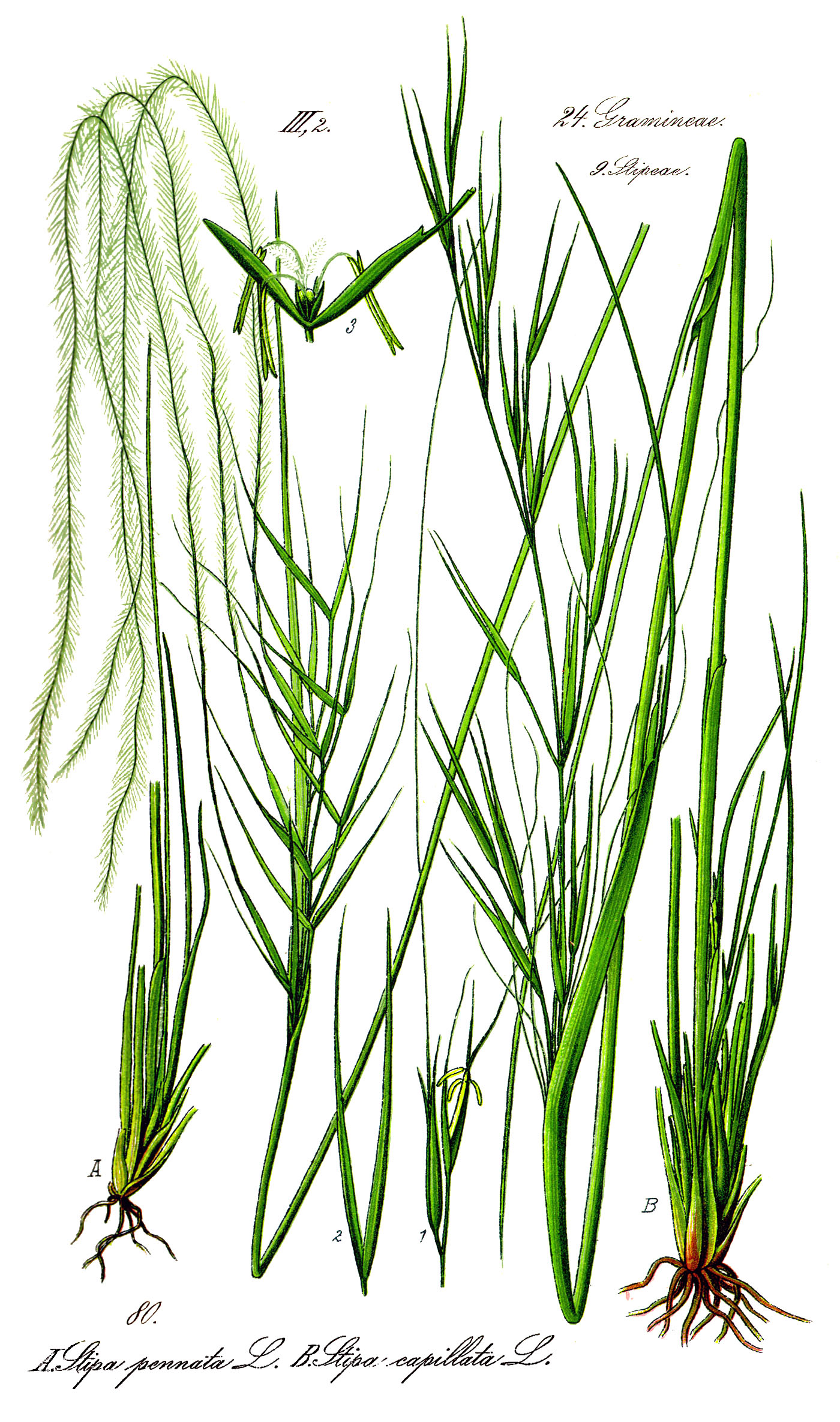
Illustration des Echten Federgrases (Stipa pennata) (links) und Stipa capillata (rechts)

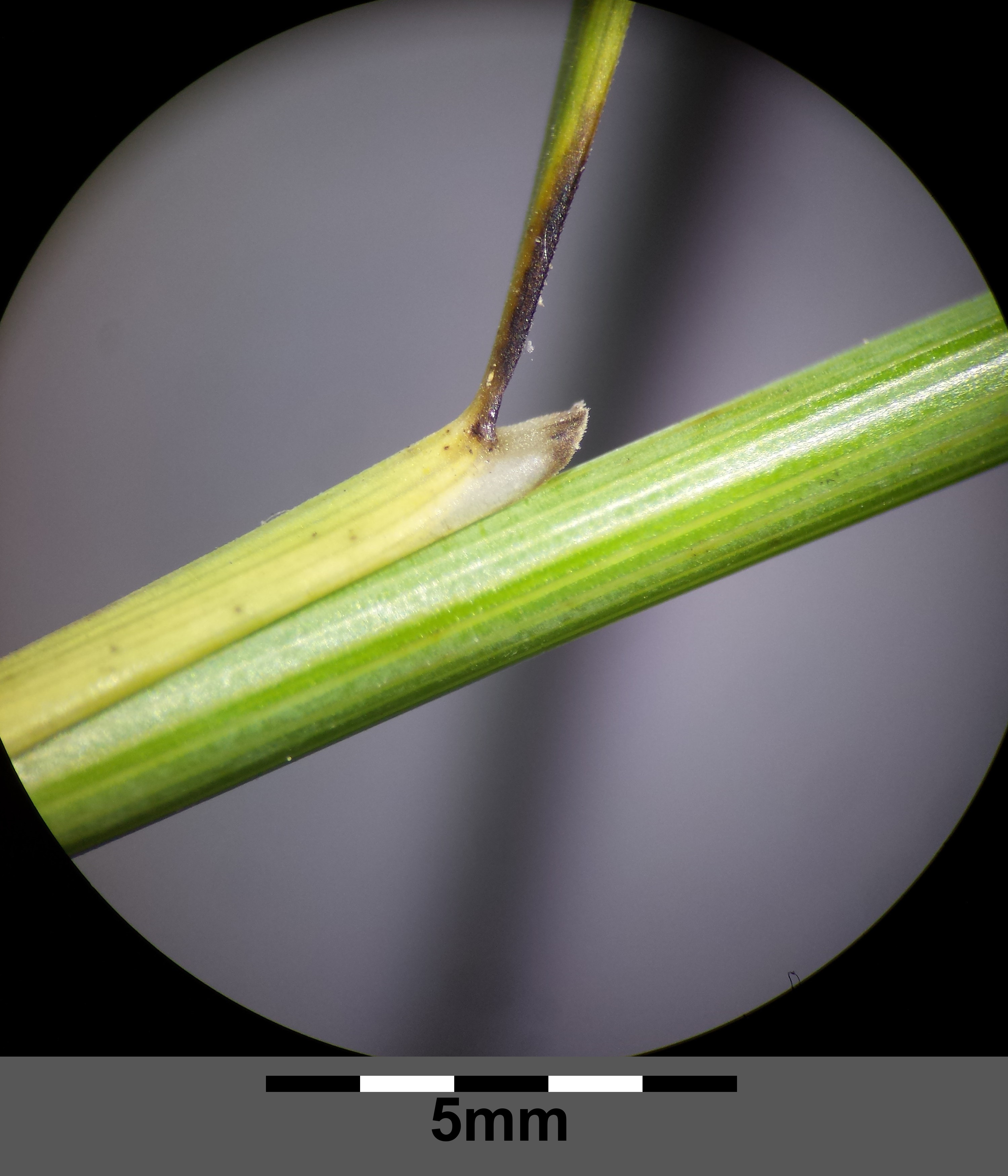
Stängel mit Laubblatt und Blatthäutchen

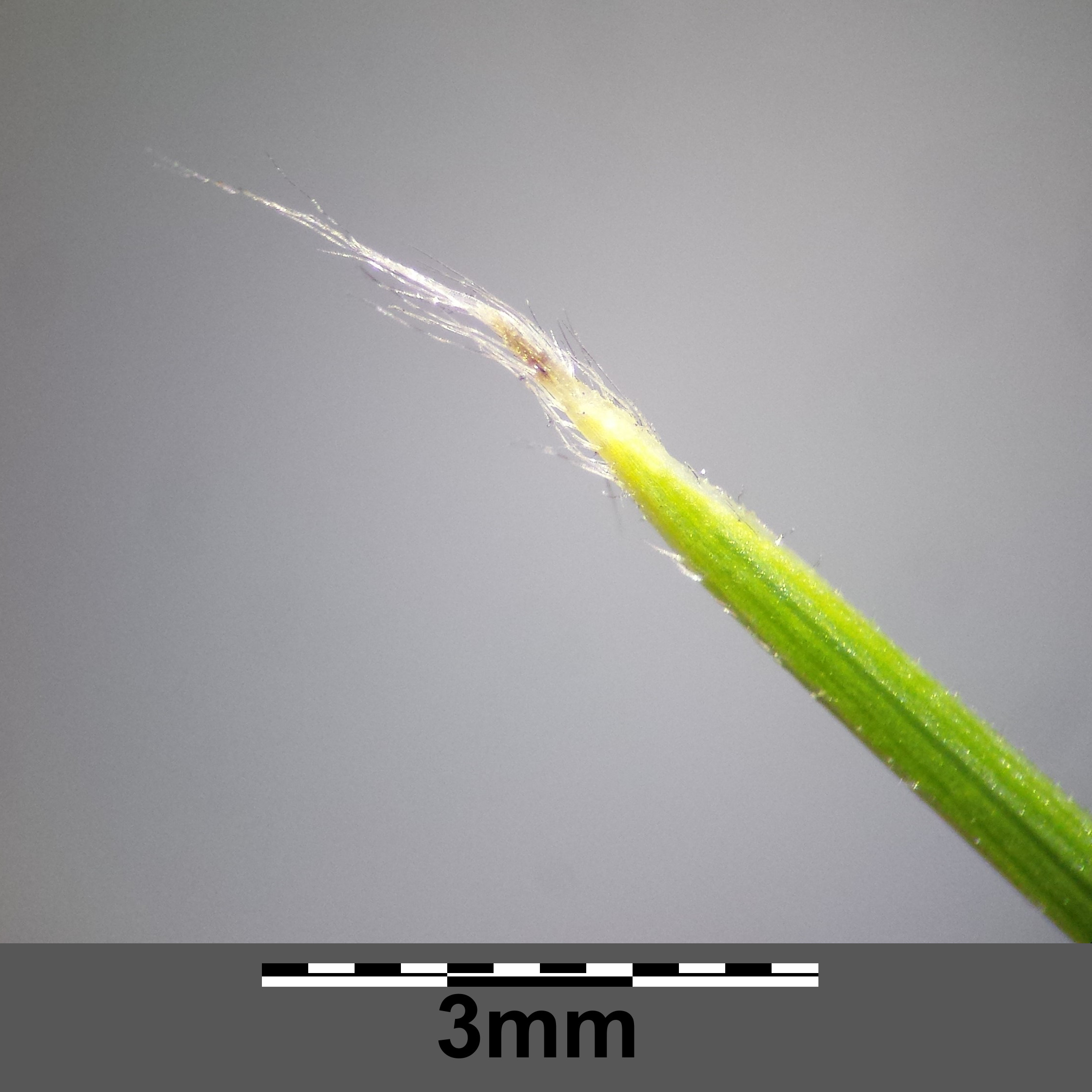
Pinselartig behaarte Laubblattspitze

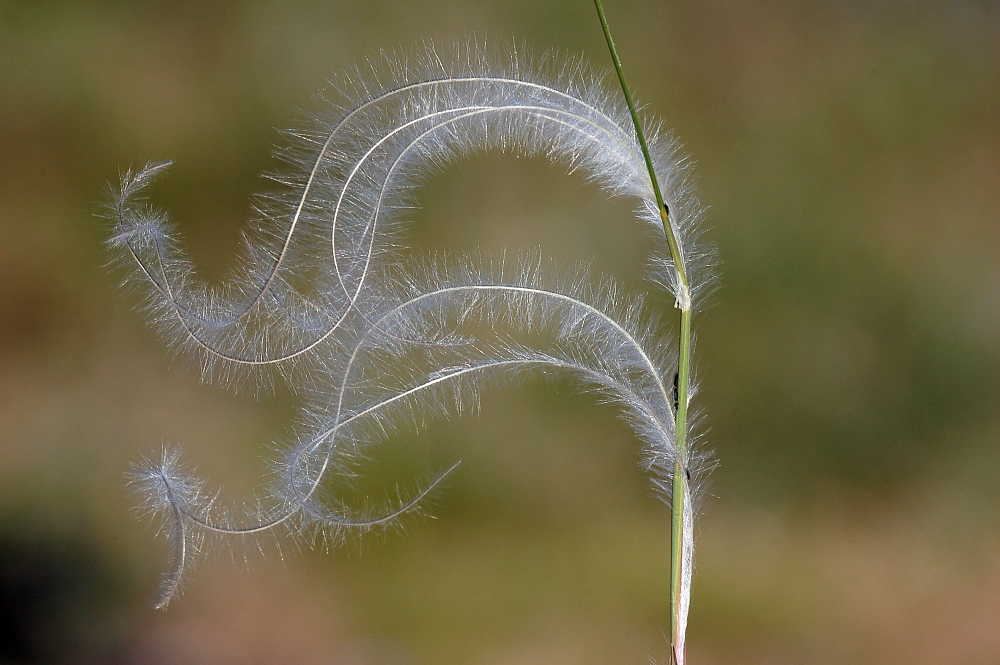
Blütenstand

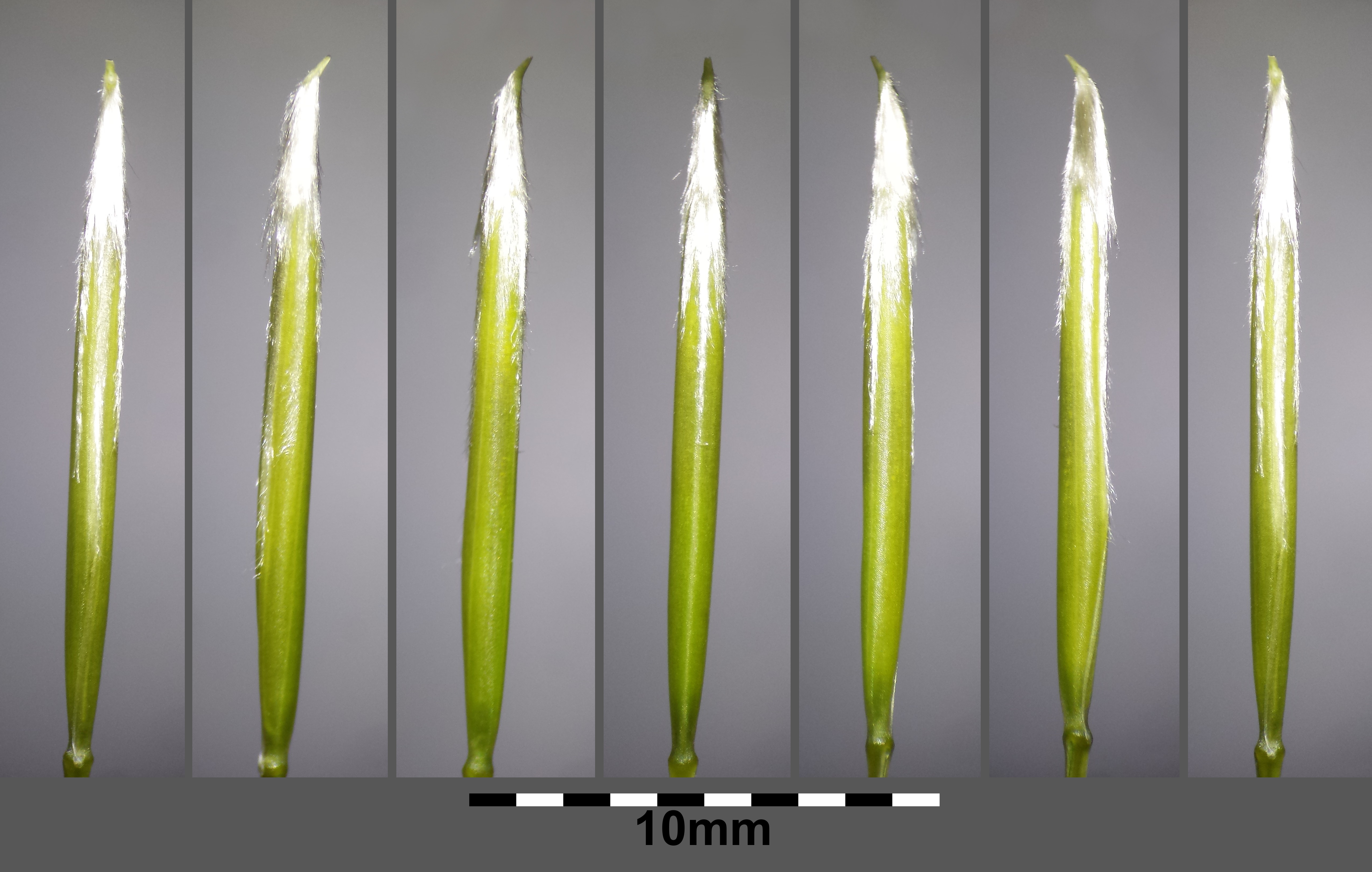
Deckspelzen mit Haarzeilen

### Vegetative Merkmale
Das Echte Federgras ist eine ausdauernde krautige Pflanze, die dichte Horste bildet. Die aufrechten Halme sind durch zwei bis vier Knoten gegliedert, sind 40 bis 70 Zentimeter hoch und sind unter der Rispe rau.
Die wechselständig an den Halmen angeordneten Laubblätter sind in Blattscheide und -spreite gegliedert. Die Blattscheiden sind kahl oder mehr oder weniger dicht etwa 0,1 Millimeter lang behaart. Die Ränder im oberen Teil der Blattscheide sind manchmal kurz bewimpert. Die Blatthäutchen der Erneuerungssprosse bilden einen 1 bis 2 Millimeter langen, häutigen Saum, die Blatthäutchen der Halmblätter sind 3 bis 5 Millimeter lang. Die fadenförmigen Blattspreiten sind blaugrün und erreichen Längen von bis zu 50 Zentimeter und Durchmesser von 0,5 bis 1 Millimeter. Zumindest an der Spitze junger Blätter befindet sich ein Büschel von bis zu 3 Millimeter langen, abstehenden Haaren. Die Spreitenunterseite ist meist kahl und glatt, im unteren Teil jedoch manchmal rau oder kurz behaart.

### Generative Merkmale
Die Blütezeit ist im Mai und Juni. Der an der Basis in der obersten Blattscheide steckende, zusammengezogene, etwa 10 Zentimeter lange, elliptische rispige Blütenstand setzt sich aus fünf bis neun Ährchen zusammen. Die Ährchen sind einblütig, lanzettlich und ohne Granne meist 30 bis 50 und selten bis 70 Millimeter lang. Die Hüllspelzen sind untereinander gleich, bleibend, gelb, fünf- bis siebennervig und so lang wie die Ährchen. Die Blütchen sind zusammen mit dem 3 Millimeter langen und dicht behaarten Kallus 15 bis 18 Millimeter lang und etwa 1,4 Millimeter breit. Das obere Ende des Kallus ist krallenförmig gebogen, stechend und kahl. Die Deckspelze ist fünfnervig, 15 bis 20 Millimeter lang, beinahe stielrund und zeigt sieben Reihen von kurzen Haaren. Die am Rand liegenden Haarreihen enden (3 bis) 4 bis 5 Millimeter unter der Ansatzstelle der Granne; die mittlere Reihe überragt die benachbarten um etwa 2 Millimeter. Die Granne ist 25 bis 33 Zentimeter lang, der obere Teil ist dicht mit 5 bis 6 Millimeter langen Haaren besetzt. Die Vorspelze ist linealisch, zweinervig und so lang wie die Deckspelze. Die Staubbeutel sind 5 bis 6,5 Millimeter lang.
Als Früchte werden 12 bis 15 Millimeter lange, spindelförmige Karyopsen gebildet.

### Chromosomensatz
Die Chromosomenzahl beträgt 2n = 44.

## Vorkommen
Das natürliche Verbreitungsgebiet des Echten Federgrases reicht von Mittel-, Nord-, Süd- und Osteuropa bis nach Nordafrika, und in Asien bis in den Kaukasusraum, nach Sibirien, nach Pakistan, in die Mongolei und nach China.
Es kommt in lückigen Steppenrasen, an felsigen Hängen und in lichten Wäldern auf sommertrockenen, warmen, basenreichen, häufig kalkhaltigen, flachgründigen, nährstoffarmen steinigen oder seltener sandigen Böden vor. Es handelt sich um eine Lichtpflanze und einen Wärmezeiger. Sie ist eine Charakterart des Verbands Festucion valesiacae. Sie steigt am Rifferhorn bei Zermatt bis in eine Höhenlage von 2700 Meter auf.
Die ökologischen Zeigerwerte nach Landolt et al. 2010 sind in der Schweiz: Feuchtezahl F = 1 (sehr trocken), Lichtzahl L = 5 (sehr hell), Reaktionszahl R = 4 (neutral bis basisch), Temperaturzahl T = 3 (montan), Nährstoffzahl N = 2 (nährstoffarm), Kontinentalitätszahl K = 5 (kontinental).

## Ökologie
Das Echte Federgras ist ein Hemikryptophyt. Die Früchte werden durch den Wind ausgebreitet und bohren sich bei Aufnahme von Wasser durch eine Drehbewegung der Granne selbst in den Boden.

## Systematik
Die Erstveröffentlichung von Stipa pennata erfolgte 1753 durch Carl von Linné in Species Plantarum, Tomus I, Seite 78. Der Gattungsname Stipa wurde von Linné eingeführt, ohne dass Vertreter der Gattung zuvor mit diesem Namen bezeichnet wurden; mit dem spätlateinischen Wort stipa wurde ein Stab zum Abstützen von Amphoren bezeichnet. Das Artepitheton pennata stammt ebenfalls aus dem Lateinischen und bedeutet „gefiedert“; es verweist damit auf die langhaarigen Grannen der Art.
Synonyme für Stipa pennata L. sind unter anderen Stipa anomala P.A. Smirn., Stipa appendiculata Celak., Stipa austriaca (Beck) Klokov, Stipa borysthenica Prokudin, Stipa disjuncta Klokov, Stipa gallica (Steven) Celak., Stipa joannis Čelak., Stipa lejophylla P.A.Smirn., Stipa oligotricha Moraldo, Stipa sabulosa (Pacz.) Sljuss., Stipa tauricola Celak., Stipa veneta Moraldo.
Das Echte Federgras (Stipa pennata) ist eine Art aus der Gattung der Federgräser (Stipa) in der Tribus Stipeae, in der Unterfamilie Pooideae innerhalb Familie der Süßgräser (Poaceae).
Stipa pennata L. gehört nach FloraWeb zu einer Artengruppe (Stipa pennata agg.), zu der in Deutschland noch folgende Arten mit ihren Unterarten gerechnet werden: Sand-Federgras (Stipa borysthenica Klokov ex Prokudin), Weichhaariges Federgras (Stipa dasyphylla (Cernjaev ex Lindem.) Trautv.), Zierliches Federgras (Stipa eriocaulis Borbás), Gelbscheidiges Federgras (Stipa pulcherrima K. Koch), Rossschweif-Federgras (Stipa tirsa Steven).
Je nach Autor gibt es wenige Unterarten:
- Stipa pennata subsp. ceynowae Klichowska & M.Nobis: Sie wurde 2017 aus Polen erstbeschrieben.[10]
- Stipa pennata L. subsp. pennata: Sie kommt vom Europa bis zur Mongolei und bis Pakistan vor.[10]
- Stipa pennata subsp. sabulosa (Pacz.) Tzvelev: Sie kommt vom östlichen Mitteleuropa bis zur Mongolei und zum nordwestlichen Iran vor.[10]

## Verwendung und Schutz

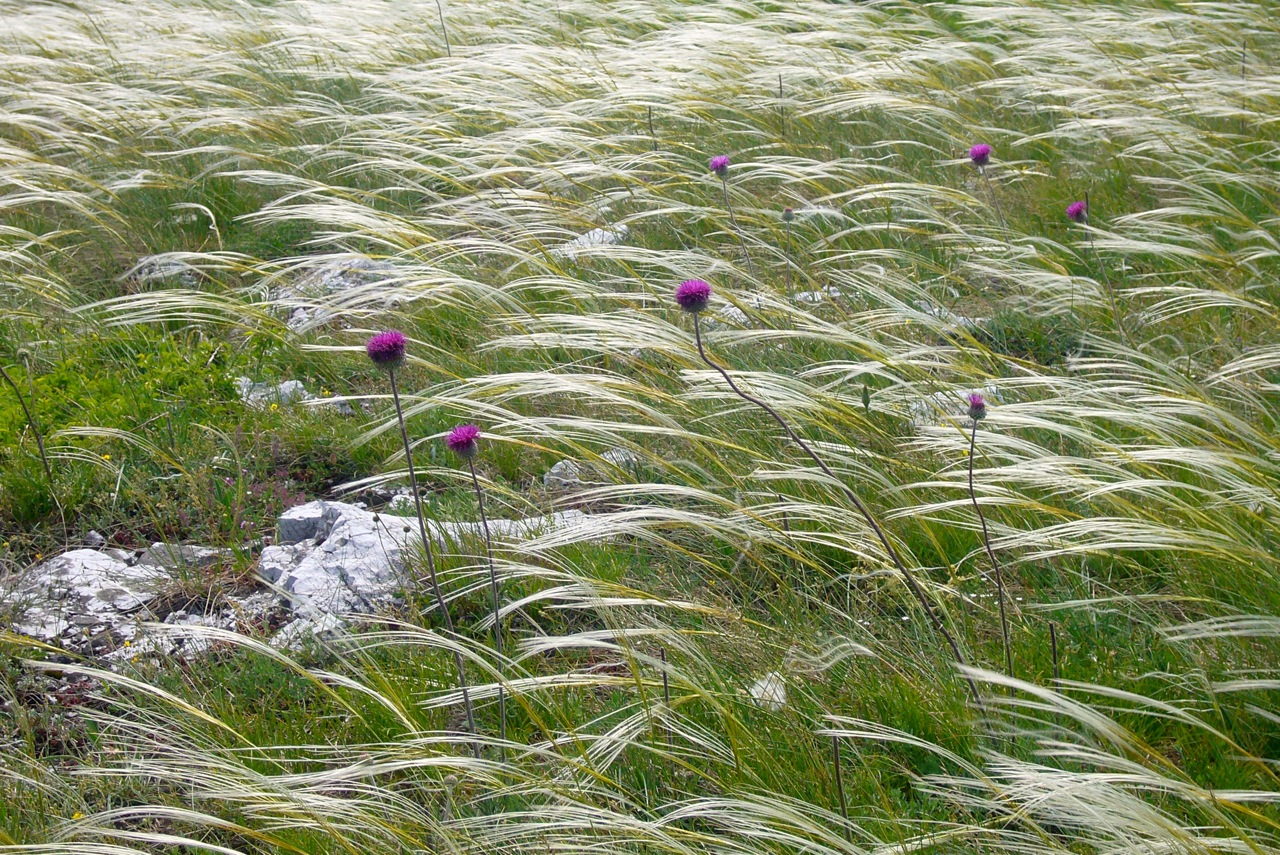
Federgräser (Stipa pennata agg.) im Wind

Die Haargrannen werden manchmal als Bettfüllung verwendet. Gefärbte Grannen werden im Alpenland und in Ungarn, wo das Echte Federgras häufig ist, als Hutschmuck verwendet. In Deutschland wurden Pflanzenexemplare gewerbsmäßig zu Trockensträußen verarbeitet, was stellenweise zur Ausrottung dieser Art geführt hat. Das Echte Federgras ist in Deutschland durch die BArtSchV besonders geschützt.